# Емгерст-Сентер (Массачусетс)
Емгерст-Сентер (англ. Amherst Center) — переписна місцевість (CDP) в США, в окрузі Гемпшир штату Массачусетс. Населення — 19 065 осіб (2010).

## Географія
Емгерст-Сентер розташований за координатами 42°22′31″ пн. ш. 72°31′4″ зх. д. / 42.37528° пн. ш. 72.51778° зх. д. (42.375280, -72.517884).  За даними Бюро перепису населення США в 2010 році переписна місцевість мала площу 12,85 км², з яких 12,80 км² — суходіл та 0,05 км² — водойми.

## Демографія
Згідно з переписом 2010 року, у переписній місцевості мешкало 19 065 осіб у 3095 домогосподарствах у складі 1204 родин. Густота населення становила 1484 особи/км².  Було 3281 помешкання (255/км²).
Расовий склад населення:
| - 78,9 % — білих - 9,5 % — азіатів - 5,5 % — чорних або афроамериканців - 0,2 % — корінних американців - 1,9 % — осіб інших рас |

До двох чи більше рас належало 3,8 %. Частка іспаномовних становила 6,6 % від усіх жителів.
За віковим діапазоном населення розподілялося таким чином: 5,3 % — особи молодші 18 років, 88,8 % — особи у віці 18—64 років, 5,9 % — особи у віці 65 років та старші. Медіана віку мешканця становила 20,6 року. На 100 осіб жіночої статі у переписній місцевості припадало 92,0 чоловіків;  на 100 жінок у віці від 18 років та старших — 91,4 чоловіків також старших 18 років.
Середній дохід на одне домашнє господарство  становив 57 767 доларів США (медіана — 31 342), а середній дохід на одну сім'ю — 108 476 доларів (медіана — 86 818). Медіана доходів становила 63 750 доларів для чоловіків та 41 597 доларів для жінок. За межею бідності перебувало 41,8 % осіб, у тому числі 5,1 % дітей у віці до 18 років та 2,0 % осіб у віці 65 років та старших.
Цивільне працевлаштоване населення становило 8200 осіб. Основні галузі зайнятості: освіта, охорона здоров'я та соціальна допомога — 58,1 %, мистецтво, розваги та відпочинок — 14,7 %, роздрібна торгівля — 11,1 %.